# هانگیوان
هانگیوان (انگلیسی: Hongyuan) شرکت دولتی خدمات مالی چینی است، که در سال ۱۹۹۳ تأسیس شد.